# Musica syllabica
Musica syllabica est une œuvre pour douze instruments écrite par Arvo Pärt, compositeur estonien associé au mouvement de musique minimaliste.

## Structure
Chaque mesure de l'œuvre est séparée de la suivante par une courte pause, donnant l'impression d'une succession de « syllabes » musicales variables en durée et degré de complexité. On entend ainsi une pulsation rythmique fondamentale, caractérisée par l'alternance régulière du son et du silence. Les durées exactes ne sont pas spécifiées et les notes sont écrites simplement par des points distribués à intervalles égaux dans l'espace d'une mesure.

## Discographie
- Sur le disque Music by Arvo Pärt, par l'Orchestre de chambre de Tallinn dirigé par Eri Klas, chez Melodiya (1969)[2]